# Fase genital
La fase genital  u  organización genital infantil designan un concepto elaborado por Sigmund Freud. «Fase del desarrollo psicosexual caracterizada por la organización de las pulsiones parciales bajo la primacía de las zonas genitales; comporta dos tiempos, separados por el período de latencia: la fase fálica (u organización genital infantil) y la organización genital propiamente dicha, que se instaura en la pubertad.»
Algunos autores reservan el término «organización genital» para designar este último tiempo, incluyendo la fase fálica en las organizaciones pregenitales.
Según Freud, la fase genital se inicia en la pubertad y perdura el resto de la vida del individuo. Con la aparición de la pubertad, los deseos sexuales se hacen también demasiado intensos como para reprimirlos completamente, por lo que comienzan a manifestarse.
Ahora, el foco de atención se encuentra en la elección de objeto. Si todo ha ido correctamente durante las fases anteriores, esta fase culminará con los encuentros y finalmente con la pareja.
Las infragratificaciones, o las supergratificaciones, y las fijaciones que una persona haya experimentado (o no haya experimentado) durante las fases psicosexuales determinarán la personalidad del adulto. Si, posteriormente durante su vida, la persona presenta problemas de adaptación, un análisis de las experiencias tempranas podría contribuir a la solución de esos conflictos. 
Para el psicoanalista, en las experiencias ocurridas durante la infancia, se encuentra la base a partir de la cual se forman las neurosis posteriores o la personalidad normal. De hecho, el niño es un "perverso polimorfo", que con la figura metafórica del padre se convierte. "El niño es el padre del hombre". 